# Молеврье, Жан-Батист-Луи Андро
Жан-Батист-Луи Андро, маркиз де Молеврье-Ланжерон (фр. Jean-Baptiste-Louis Andrault, marquis de Maulévrier-Langeron; 3 ноября 1677 — 22 марта 1754) — французский военный деятель, маршал Франции.

## Биография
Сын Франсуа Андро, маркиза де Молеврье-Ланжерона, и Франсуазы де Лавё.
Капитан драгунского полка д'Анвуаля (9.07.1693). В кампанию того года служил адъютантом маршала Катина, 3 ноября разгромившего пьемонтскую милицию у Морлеты. В 1694—1695 годах служил в Итальянской армии Катина. В 1696 году участвовал в осаде Валенцы, закончившейся в октябре, после объявления нейтралитета императором.
8 января 1697 после отставки маркиза д'Отфора стал полковником Анжуйского пехотного полка (позднее Аквитанский). Участвовал в осаде Ата, который Катина взял 5 июня.
В 1698 году служил в Кудёнском лагере, близ Компьена.
В 1701 году служил в Германской армии маршала Вильруа, не предпринимавшего активных действий. Вместе с Вильруа перешел в Итальянскую армию, 1 сентября участвовал в битве при Кьяри.
В 1702 году сражался в битве при Луццаре, в следующем году участвовал во взятии Брешелло (27.07), Наго (4.08), Арко (10.08), разгроме генерала Висконти (26.10).
В 1704 году участвовал во взятии Верчелли (20.07), Ивреи (28.09). 28 октября был произведен в бригадиры.
В 1705 году отправился на осаду Веруе, взятого 10 апреля, участвовал в битве при Кассано 16 августа, взятии Сончино (23.10) и Монмельяна (11.12).
В 1706 году отличился в битве при Кальчинато (19.04) и атаке туринских оборонительных линий (7.09).
В 1707 году служил в Провансальской армии маршала Тессе, заставившей герцога Савойского и принца Евгения 22 августа снять осаду Тулона.
В 1708 году служил в дофинуазской армии маршала Виллара, взявшего Сезанн (11.08).
В 1709—1712 годах служил в дофинуазской армии маршала Бервика, оборонявшей границы, в 1710 году нанесшей поражение герцогу Савойскому, а затем помешавшей ему проникнуть в Дофине.
29 марта 1710 произведен в лагерные маршалы.
В 1713 году направлен в Рейнскую армию маршалов Виллара и Безона, участвовал во взятии Шпайера, Вормса, Кайзерслаутерна, сдавшегося без боя, победе над генералом Вобонном, ретраншементы которого были взяты 20 сентября, осаде Фрайбурга, начатой в ночь с 30 сентября на 1 октября. Гарнизон отступил из города 1 ноября, цитадель сдалась 16-го.
В 1714 году участвовал в осаде Барселоны Бервиком. 11 сентября начался штурм, город пал на следующий день.
В 1719 году был в армии на испанской границе, участвовал в осаде Фонтарабии, взятой 16 июля, Сан-Себастьяна, сдавшегося 1 августа (цитадель 17-го), затем выступил на осаду Урхеля, потом Росаса, от которого пришлось отступить из-за начавшихся дождей.
30 марта 1720 произведен в генерал-лейтенанты и назначен чрезвычайным послом в  Испании. 8 апреля 1721 возведен в командоры ордена Святого Людовика, 14 октября был пожалован в рыцари ордена Золотого руна.
Во время войны за Польское наследство 1 апреля 1734 назначен в Итальянскую армию графа Куаньи, был при Колорно 4 и 5 июня, участвовал в битвах при Парме и Гуасталле.
1 апреля 1735 направлен в ту же армию, участвовал во взятии Гонзаги (30.05), Реджоло (31.05), Ревере (7.06). В октябре был подписан прелиминарный договор и в следующем году Молеврье вернулся на родину после эвакуации Италии.
21 мая 1737 назначен губернатором Бриансона. В январе 1754 отказался от этой должности в пользу сына.
Во время войны за Австрийское наследство 1 февраля 1744 направлен в Итальянскую армию принца Конти. Участвовал в осаде Демона, где ему была отведена особая задача. Гарнизон и губернатор были взяты в плен 17 августа. 30 сентября принимал участие в битве при Мадонна-дель-Ольмо.
30 марта 1745 в Версале назначен маршалом Франции, принес присягу 11 апреля. Зарегистрирован в Коннетаблии 22 сентября 1747.

## Семья
Жена (27.05.1716): Элизабет Ле-Камю (ок. 1690—13.02.1787), дочь Никола Ле-Камю, сеньора де Блиньи, первого президента парижской Палаты помощи, и Мари-Элизабет Ланглуа
Дети:
- маркиз Шарль-Клод (7.09.1720—11.09.1792). Жена (15.01.1754): Мари-Луиза Перрине (ум. 8.12.1792), дочь Давида-Пьера Перрине, сьёра де Пезо, генерального сборщика финансов Фландрии, Эно и Артуа, и Жаклин-Луизы Перрине
- Александр-Клод-Никола-Эктор (р. 2.11.1732), называемый графом де Молеврье-Ланжероном, полковник полка Фуа (1762). Жена (22.04.1764): Генриетта Кастель де Сен-Пьер де Кревкёр (ок. 1745—1823), дочь Луи-Себастьена Кастель де Сен-Пьера, маркиза де Кревкёра, и Катрин-Шарлотты де Фарж